# Pallade e il centauro

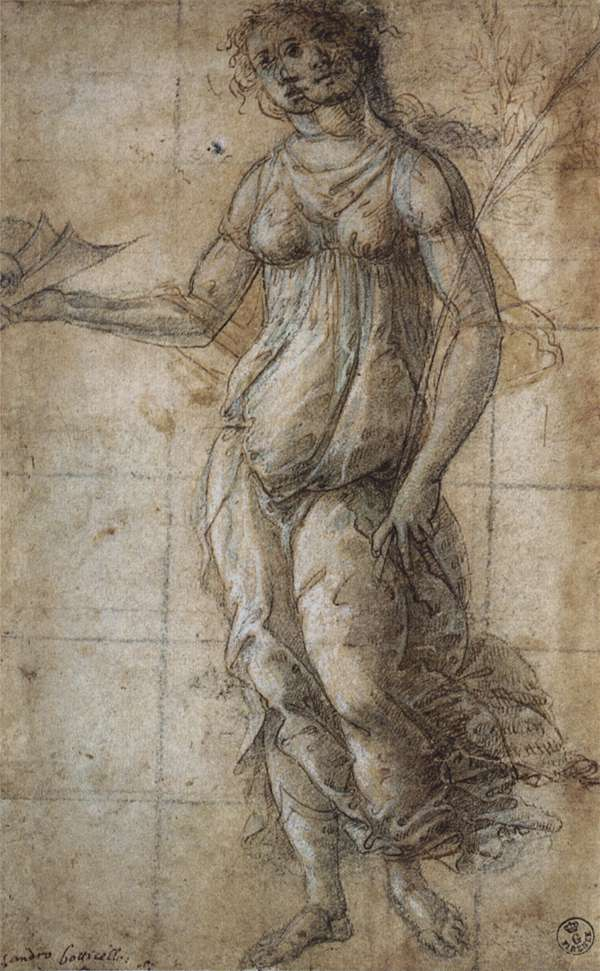
Disegno preparatorio

Pallade e il centauro è un dipinto a tempera su tela (207×148 cm) di Sandro Botticelli, databile al 1482-1483 circa è conservato nella Galleria degli Uffizi di Firenze.

## Storia
La tela forse dipinta per Lorenzo de' Medici o per un suo vicino affiliato, come dimostra l'impresa araldica personale di Lorenzo che ricorre sulla veste di Pallade. Alcuni ipotizzano che fosse stata fatta fare come regalo per il matrimonio di Lorenzo il Popolano con Semiramide Appiani. In ogni caso l'opera è citata negli inventari del 1498 (steso alla morte di Giovanni il Popolano), 1503 e 1516 del palazzo Medici di Via Larga, sopra la porta d'accesso all'anticamera, vicino alla Primavera. La critica recente tende sempre più ad avvicinare le quattro grandi opere a soggetto mitologico di Botticelli (Primavera, Nascita di Venere, Venere e Marte e appunto la Pallade), come forse facenti parte di un unico ciclo che sviluppa tematiche neoplatoniche, dipinto al ritorno del pittore da Roma dopo il 1482.
La Pallade in particolare avrebbe nel paesaggio di sfondo alcuni echi di opere di Pietro Perugino e Luca Signorelli con cui Botticelli aveva lavorato fianco a fianco nella Cappella Sistina; la figura del centauro inoltre è stata messa in relazione con rilievi su sarcofagi romani che l'artista avrebbe avuto modo di vedere e studiare nella città eterna.
Il dipinto venne restaurato nel 1955 a causa di alcune lacerazioni che furono individuate nelle zone laterali. Il restauro avvenne tramite lo stucco e un'integrazione per imitazione dal Gabinetto del restauro della soprintendenza di Firenze, eseguito da Edo Masini e diretto da Ugo Procacci.

## Descrizione
Sullo sfondo di una grossa roccia scheggiata, che rivela a destra un ampio paesaggio lacustre, Pallade, cioè la dea Atena, sta in piedi armata della possente alabarda vestita di stoffe trasparenti ornate da serti di ulivo, ricami coi tre o quattro anelli di diamante incrociati e con il motto "Deo amante" ("A dio devoto"), già usato da Cosimo il Vecchio e poi da altri Medici, compreso il nipote Lorenzo il Magnifico. Essa tiene con la mano destra un centauro per i capelli, armato di arco e faretra, che sembra ammansirsi al gesto della dea.
L'interpretazione della scena, come per altre opere di Botticelli, è incerta e probabilmente si basa su molteplici livelli di lettura, che solo gli affiliati ai circoli medicei dell'Accademia neoplatonica potevano cogliere nella loro interezza. In base al pensiero filosofico, supportato da alcuni scritti di Marsilio Ficino, la scena potrebbe essere considerata come l'Allegoria della Ragione (Gombrich), di cui è simbolo la dea che vince sull'istintualità raffigurata dal centauro, creatura mitologica per metà uomo e per metà bestia. Secondo il detto dello stesso Ficino "Bestia nostra, id est sensus; homo noster, id est ratio", con il quale si spiega la duplice sua natura nella metà inferiore equina l'istitività della bestia e nella superiore umana la facoltà di raziocinio, domata da Minerva-Ragione. Altre letture simboliche hanno parlato del contrasto tra Castità e Lussuria, Umiltà e Superbia, Ragione e Istinto.
È stata però proposta anche un'altra lettura in chiave politica del dipinto (Steinmann), che rappresenterebbe sempre in modo simbolico l'azione diplomatica svolta da Lorenzo il Magnifico in quegli anni, impegnato a negoziare una pace separata con il Regno di Napoli per scongiurare la sua adesione alla lega antifiorentina promossa da Sisto IV; in questo caso, il centauro sarebbe Roma e la dea la personificazione di Firenze, mentre sullo sfondo si dovrebbe riconoscere il Golfo di Napoli. Questa interpretazione giustificherebbe il serto e la decorazione della veste della dea con rami d'ulivo, notoriamente simbolo della pace.

## Stile
La composizione è improntata a una notevole eleganza, con ritmi lineari e un gioco di vuoti e pieni tra le figure e la quinta rocciosa, che si autobilanciano. A differenza del suo maestro Antonio del Pollaiolo, per Botticelli la linea di contorno non è il mezzo per rappresentare dinamicità di movimento e sforzo fisico, ma piuttosto un tramite per esprimere valori anche interiori dei personaggi. I colori sono tersi e contrastanti, accentuando la plasticità delle figure e l'espressionismo delle scene. Grande attenzione è riposta nel calibrare i gesti e le torsioni delle figure, che assumono importanza fondamentale.